# Henry Certigny
Henry Certigny, pseudonyme de Henri Dubois né le 25 mai 1919, à Marche-en-Famenne, en Belgique, et mort le 22 avril 1995 dans le 13e arrondissement de Paris, est un critique d'art, spécialiste de l'œuvre du Douanier Rousseau, et un romancier belge, auteur de nombreux ouvrages de littérature populaire qu'il signe souvent en collaboration avec Guy de Wargny sous le pseudonyme collectif Certigny de Wargny. Seul ou avec ce dernier, il utilise aussi d'autres pseudonymes : Henry Cerda, Dora Cristobal, Sanche Krinski, Henri Dalbret, Dominique Certi et participe à l'écriture de récits populaires sous les noms maison Diégo Michigan et Commandant René.

## Biographie
Il fait ses études en Belgique. Dans les années 1950, il s'installe à Paris et réside au 3, rue Vercingétorix, dans le quartier de Plaisance. Chez Gallimard, il publie en 1954 Les Automates, un roman de science-fiction et, en 1957, Le Bal masqué de Montparnasse, un roman de mœurs. Le bon accueil critique ne s'accompagnant pas d'un succès public, l'écrivain accepte d'écrire sous divers pseudonymes et noms maison plusieurs romans populaires. Dans les années 1960, il rencontre Guy de Wargny, diplomate d'origine belge appartenant à une grande famille bourgeoise. Ce dernier quitte ses charges diplomatiques pour se lancer dans l'écriture. Il rédige ses textes seul ou avec divers collaborateurs, notamment Henry Certigny. Sous le pseudonyme Certigny de Wargny, les deux compères publient surtout des romans policiers et d'espionnage, dont La Grande Aumône pour la collection Le Masque, une intrigue policière qui se déroule en Belgique.
En parallèle à cette activité littéraire alimentaire, Henry Certigny devient critique d'art et un spécialiste du Douanier Rousseau. En 1961, il signe sur le peintre naïf une première biographie chez Plon, puis un ouvrage critique, accompagné d'un catalogue raisonné de l'œuvre peinte, en 1984.

## Œuvre

### Ouvrages signés Henry Certigny

#### Romans
- Les Automates, Paris, Gallimard, coll. « Blanche », 1954
- Le Bal masqué de Montparnasse, Paris, Gallimard, coll. « Blanche », 1957
- Pillards en uniforme, Paris, Plon, 1961

#### Biographies
- La Païva, espionne galante, Paris, Gallimard, coll. « Les Amours célèbres » no 8, 1958
- Lola Montès: d'un trône à un cirque, Paris, Gallimard, coll. « Les Amours célèbres » no 9, 1959

#### Essais sur l'art
- La Vérité sur le Douanier Rousseau, Paris, Plon, 1961 (version augmentée en 1966)
- La Vie des grands peintres impressionnistes et nabis, Paris, Éditions du Sud/Albin Michel, coll. « La Vie des grands peintres », 1964 (ouvrage collectif sous la supervision de Pierre Leprohon)
- Le Douanier Rousseau et son temps : biographie et catalogue raisonné, Tokyo, Bunkazai Kenkyujko, 1984

### Ouvrages signés Certigny de Wargny

#### Romans policiers
- La Grande Aumône, Paris, Librairie des Champs-Élysées, coll. « Le Masque » no 867, 1965
- On tue à la Nationale, Paris, Transworld Publications, coll. « La Cible noire » no 11, 1973

#### Romans d'espionnage
- Came à l'œil, Paris, Le Dinosaure, 1965
- Le Tango des viragos, Paris, Le Dinosaure, 1965
- Les Trois Viragos, Paris, Le Dinosaure, 1965
- Les viragos plastronnent, Paris, Le Dinosaure, 1965
- La Boucherie des bienfaiteurs, Paris, Le Dinosaure, coll. « Espionnage » no 9, 1966

#### Nouvelle
- Colis à contenu ignoré, Paris, Opta, Mystère magazine no 200, septembre 1964

### Romans d'espionnage et d'aventures signés Henri Dalbret
- La forêt frémit à l'aube, Paris, Éditions Robert Laffont, coll. « Le Gibet » no 4, 1955
- Mission à Trieste, Lyon, Librairie de la Cité, coll. « Caribou » no 67, 1956

### Romans d'amour signés Dominique Certi
- Vicenta, fille de Corse, Paris, Flammarion, coll. « Cœurs » no 22, 1955
- Reflet dans l'étang, Paris, Flammarion, coll. « Cœurs » no 37, 1957

### Romans d'amour signés Dora Cristobal
- Les Liens de la chair, Paris, Éditions de l'Arabesque, coll. « Parme », 1958
- Vertiges de Paris, Paris, Éditions de l'Arabesque, coll. « Parme », 2e série, no 25, 1959
- Mascarade galante, Paris, Éditions de l'Arabesque, coll. « Parme », 2e série, no 30, 1959

### Romans érotiques signés Henry Cerda
- Rivalité charnelle, Paris, Éditions Les Nymphes, 1957
- Les Tourments de la volupté, Paris, Éditions Les Nymphes, 1957

## Sources
1. ↑  « matchID - Moteur de recherche des décès », sur deces.matchid.io (consulté le 20 novembre 2021)

- Jacques Baudou et Jean-Jacques Schleret, Le Vrai Visage du Masque, vol. 1, Paris, Futuropolis, 1984, 476 p. (OCLC 311506692), p. 195-196.